# Porsche 996
Der Porsche 996 ist ein 2+2-Sitzer-Sportwagen der Porsche AG, der von 1997 bis 2006 in Zuffenhausen hergestellt wurde. Das Fahrzeug ist der Nachfolger des Porsche 993 und die fünfte Generation der 911er-Baureihe.
Der 996 ist das erste Modell der 911-Baureihe mit einem wassergekühlten Motor und (nach dem 1996 eingeführten Porsche Boxster) das zweite Porsche-Modell mit einem Boxermotor ohne Luftkühlung. Porsche gab 1997 dieses fünfzig Jahre lang verwendete Konzept endgültig auf.
Der Porsche 996 wurde von Harm Lagaay gestaltet. Karosserieform und Innenraum unterscheiden sich vom Vorgängermodell erheblich.

## Modellentstehung

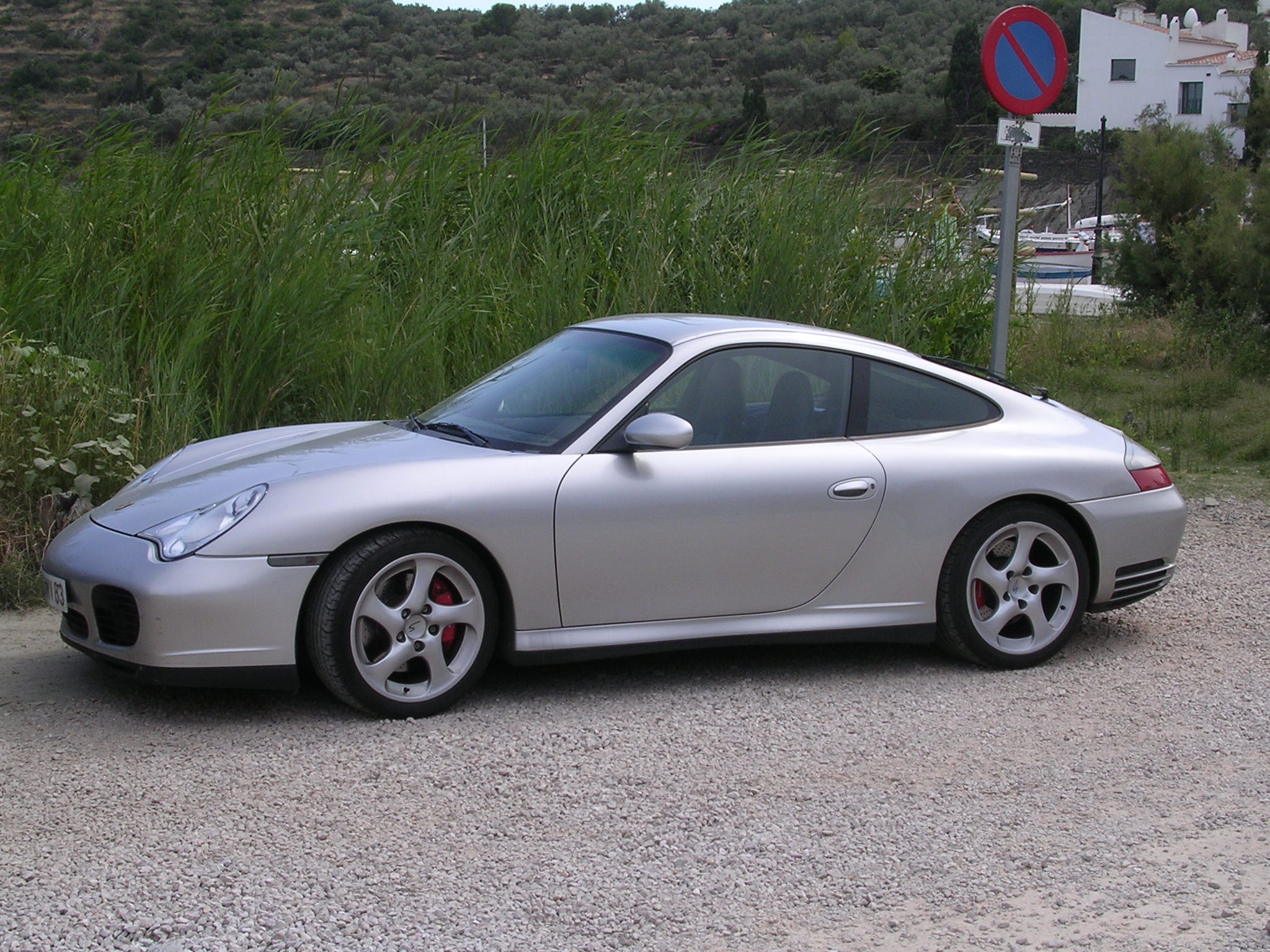
Seitenansicht eines 996 Carrera 4S Coupé

Der Porsche 996 löste ab dem Modelljahr 1998 (W-Programm) den Porsche 993 ab. Mit ihm begann in der 911er-Baureihe eine neue Ära. Alle bis dahin produzierten 911er hatten einen luftgekühlten Sechszylinder-Boxermotor; seit dem 996 haben sie einen Sechszylinder-Boxermotor mit Wasserkühlung. Dies wurde notwendig, um die Verbrauchs- und Abgasvorschriften zusammen mit den intern gesetzten Ansprüchen hinsichtlich Motorenleistung zu erfüllen. Vor allem die Vierventiltechnik mit zwei obenliegenden Nockenwellen (DOHC) war mit der Luftkühlung nicht zu realisieren. Während der Entwicklung wurde daher versuchsweise auch ein V8-Motor im Heck montiert. Die Idee wurde allerdings wieder verworfen.
Die 996-Karosserie basiert, anders als die der Vorgängermodelle, nicht mehr auf dem Originalentwurf von F. A. Porsche aus dem Jahr 1963. Die Karosserie wurde 19 cm länger und 9,5 cm breiter, das Fahrverhalten komfortabler. Die Baureihe 996 ist die meistverkaufte Baureihe des 911.
Es gibt vom 996, wie beim Vorgängermodell 993, die drei Karosserieformen Coupé (geschlossen), Targa (halboffen) und Cabriolet (offen). Coupé und Cabriolet waren wahlweise als Carrera oder Turbo-Modell erhältlich. Der 996 Targa wurde als eigene Ausstattungslinie mit den gleichen Antriebsoptionen wie der Carrera angeboten.
Die Leistung der Sechszylinder-Boxermotoren reicht von 221 kW (300 PS) bis 254 kW (345 PS) in den freisaugenden Ausführungen und von 309 kW (420 PS) bis 355 kW (483 PS) bei den Varianten mit Turboaufladung.
Es gibt das Fahrzeug mit einem Sechsgang-Schaltgetriebe oder mit einem Tiptronic genannten Automatikgetriebe. Beim Carrera gibt es als Alternative zum Heckantrieb mit den Modellen Carrera 4 und Carrera 4S Allradantrieb. Der Turbo hat den Allradantrieb serienmäßig.

## Karosserie

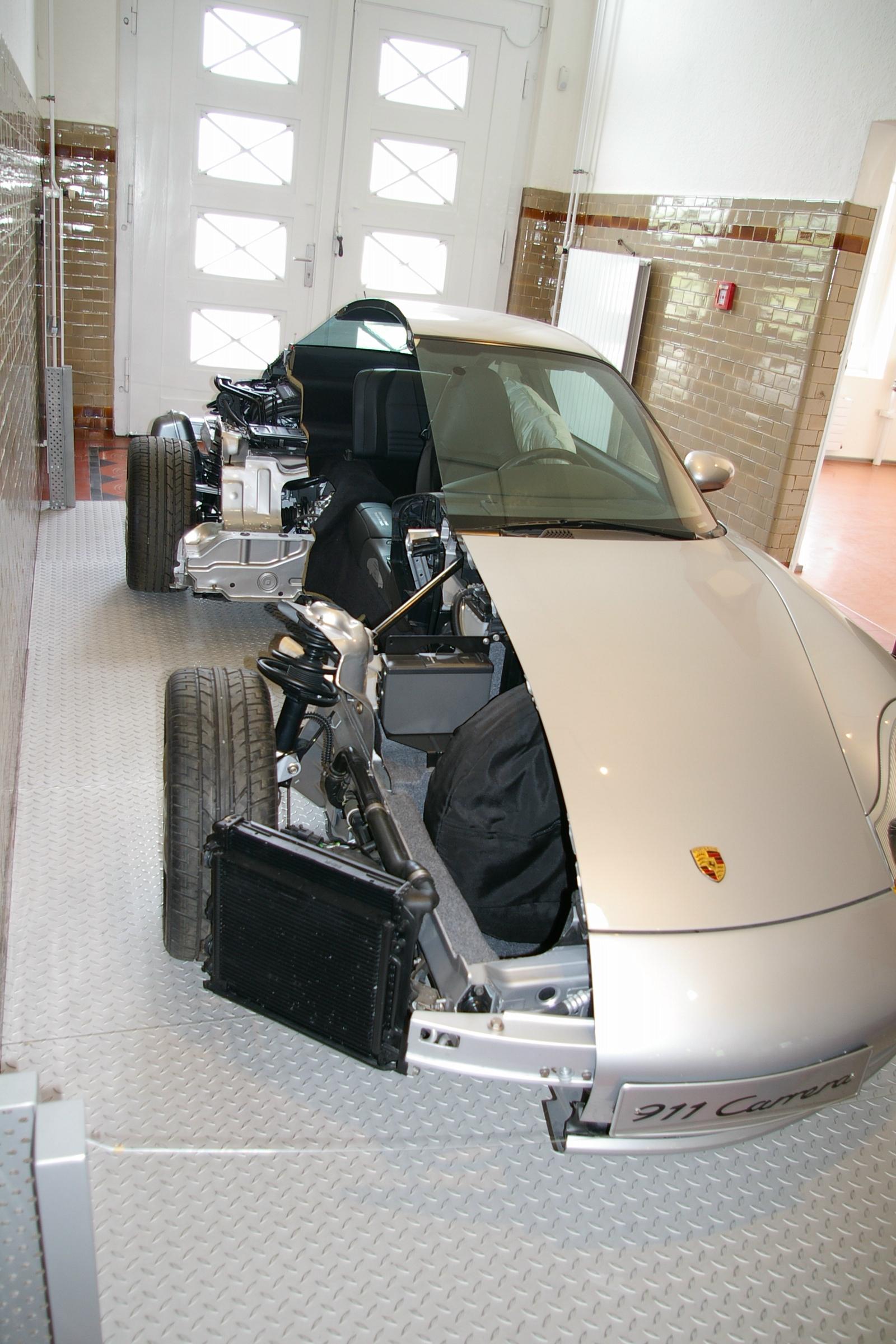
Halbschnittmodell eines 996 Carrera (Leihgabe im Hoesch-Museum in Dortmund)

Mit dem neuen Design des 996 entfernte sich Porsche von der klassischen 911-Form. Zum einen wurde der Wagen länger und breiter als sein Vorgänger, so dass er mehr an einen komfortablen Gran Turismo erinnert, als an einen spartanischen Sportwagen.
Augenfällig sind die flach in den Kotflügeln integrierten Scheinwerfer bei diesem Modell, die wegen ihres Aussehens oft auch als Spiegeleier-Leuchten bezeichnet werden. Der Scheinwerfer wurde aus Kostengründen als ein Bauteil mit fünf Funktionen (Abblendlicht, Fernlicht, Blinker, Standlicht und Nebelscheinwerfer) für den 996 entwickelt. Viele Bauteile des Porsche 996 (Scheinwerfer, Kotflügel etc.) wurden auch im Porsche Boxster verwendet. Dies und vor allem die „Verwechslungsgefahr“ mit dem Boxster brachten dem neuen 996 viel Kritik ein. Ab 2002 wurden die Scheinwerfer durch anders gestaltete Klarglasscheinwerfer ersetzt und ließen den 996 gegenüber dem Boxster eigenständiger erscheinen.
Ebenso wurde der Verlust des durchgehenden Leuchtbandes am Heck beklagt, das daher zumindest beim Modell 4S als Typmerkmal wieder eingeführt wurde. Dieses Modell hat die verbreiterte Karosserie, Front-, Heckschürze und Seitenschweller des 996 Turbo sowie eine geringfügig tiefergelegte Karosserie und eine vergrößerte Bremsanlage. Im Gegensatz zum Turbo verzichtete Porsche beim Carrera 4S jedoch auf dessen feststehenden Heckflügel und die Lufteinlässe in den hinteren Kotflügeln. Der Kraftstoffverbrauch konnte auch durch den geringeren Luftwiderstandsbeiwert von 0,30 (993: 0,34) gesenkt werden. Weiterhin ist der 996 durch den kleineren Wendekreis (auch mit Allradantrieb) von 10,6 m (993: 11,74 m) handlicher.
Der 996 GT3 unterscheidet sich äußerlich vom „gewöhnlichen“ 996. Er hat eine eigenständige Frontschürze, veränderte Seitenschweller, einen feststehenden Heckflügel und modellspezifische 18-Zoll-Leichtmetallräder.
Der 996 Targa hat ein gläsernes Dachsystem, dessen Mittelteil sich elektrisch unter die Heckscheibe fahren und bei Bedarf mit einem Rollo abdunkeln ließ – prinzipiell wie ein überdimensionales Glasschiebedach. Die Linie der hinteren Seitenfenster unterscheidet sich ebenfalls geringfügig von den anderen 996-Varianten.
Die Karosserie wurde insbesondere an den Kotflügeln und den Türen geradliniger gehalten. Der typische Übergang von den vorderen Kotflügel über die Einstiegstüren zum hinteren Kotflügel fehlt bei dem Porsche 996.
Somit unterstrich der Porsche 996 schon vom Aussehen das neue Fahrzeugkonzept.

### Außenlackierungen
Außer Unilacken gab es eine Reihe verschiedener Metalliclackierungen.
Uni:
| schwarz (seit 1997) | indischrot (seit 1997) | gletscherweiß (1997 bis 1998) | pastellgelb (1997 bis 1999) | carraraweiß (2000 bis 2004) | speedgelb (1997 bis 2006) |

Metallic:
| schwarz (1997 bis 2002)       | ozeanblau (1997 bis 2000) | arktissilber (1997 bis 2006) | arenarot (1997 bis 2000)  | zenithblau (1997 bis 2000)  | vesuvio (1997 bis 2000)  | tannengrün (1997 bis 1998) |
| basaltschwarz (2002 bis 2006) | nachtblau (1997 bis 2006) | schiefer (2002 bis 2006)     | atlasgrau (2002 bis 2006) | polarsilber (1997 bis 2004) | palladio (1997 bis 2000) | lagogrün (2002 bis 2003)   |

Metallicperleffect:
| lapisblau (2001 bis 2006) | sealgrau (2001 bis 2006) | orientrot (2000 bis 2002) | orangerot (2000 bis 2002) | dschungelgrün (2000 bis 2002) |

Metallic-Sonderfarbe:
| GT-silber (nur 2004) | violettchromaflair (nur 2000) |

Das 911er-Sondermodell „40 Jahre 911“ wurde ausschließlich in der Farbe GT-silbermetallic angeboten.
Das Sondermodell „Millennium-Edition“ konnte nur in der Farbe violettchromaflairmetallic erworben werden.

## Motor

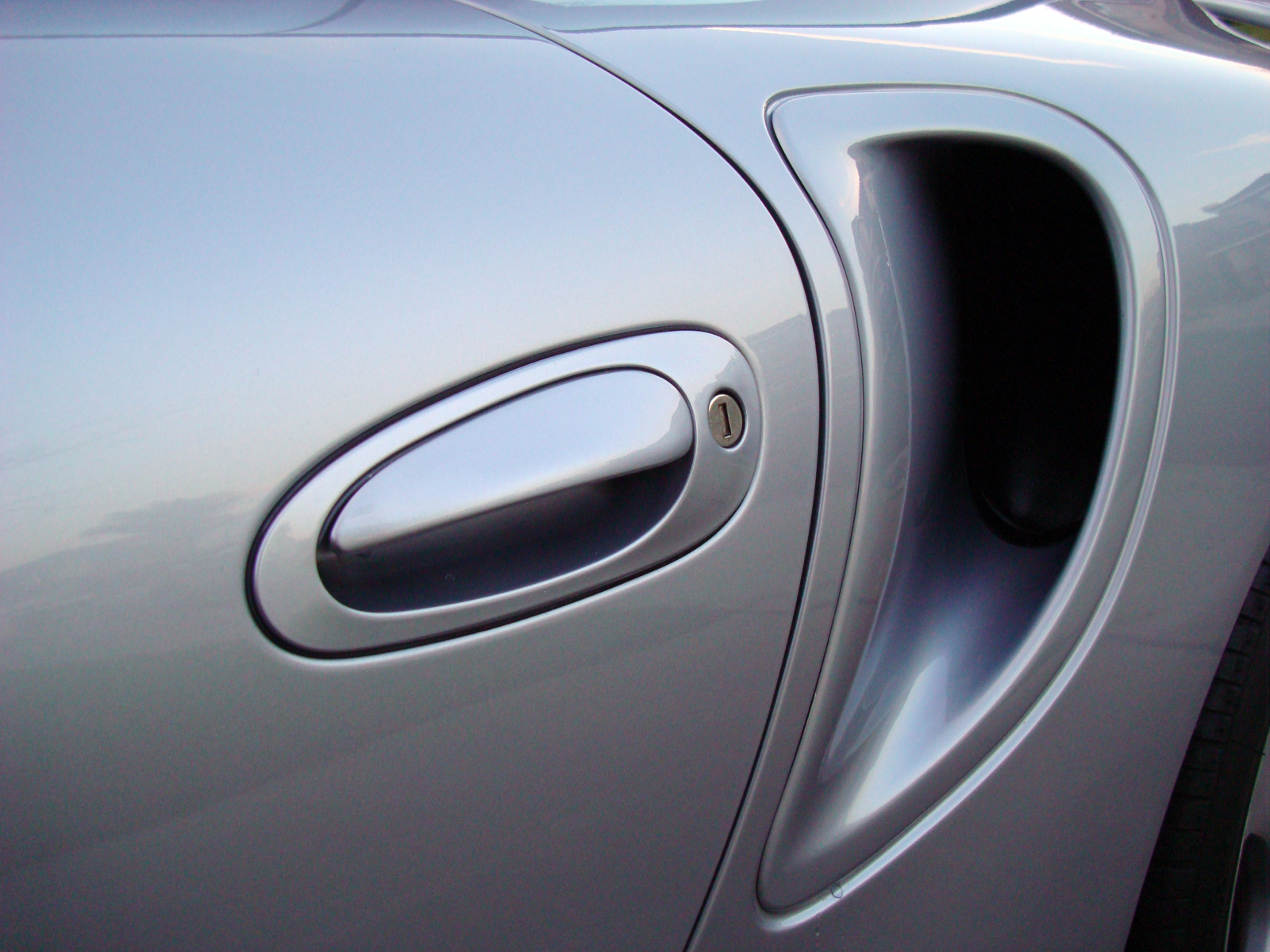
Der Bi-Turbomotor des 911 Turbo erhält seine Luft durch zwei seitliche Lufteinlässe

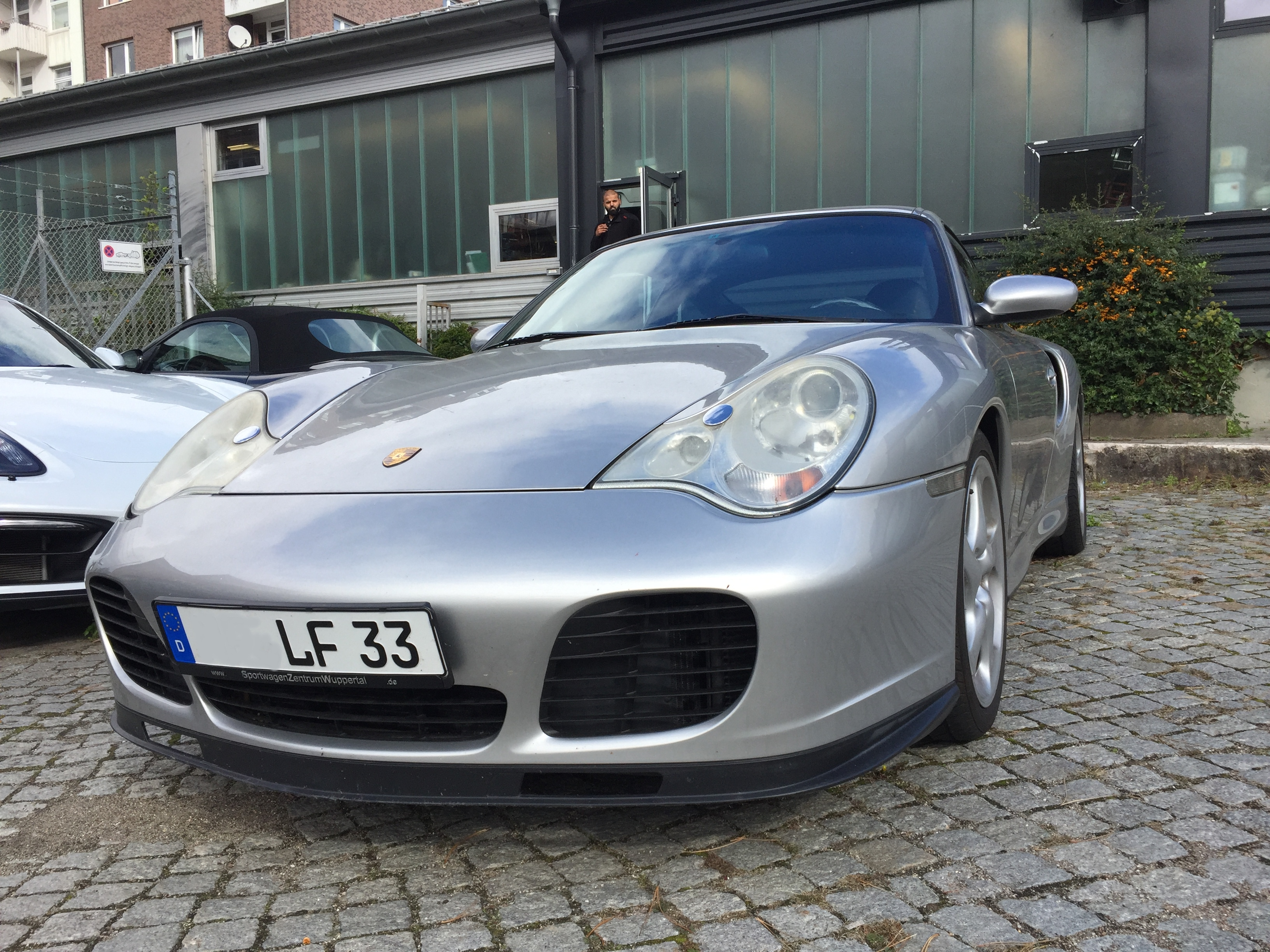
Frontansicht eines 996 Turbo

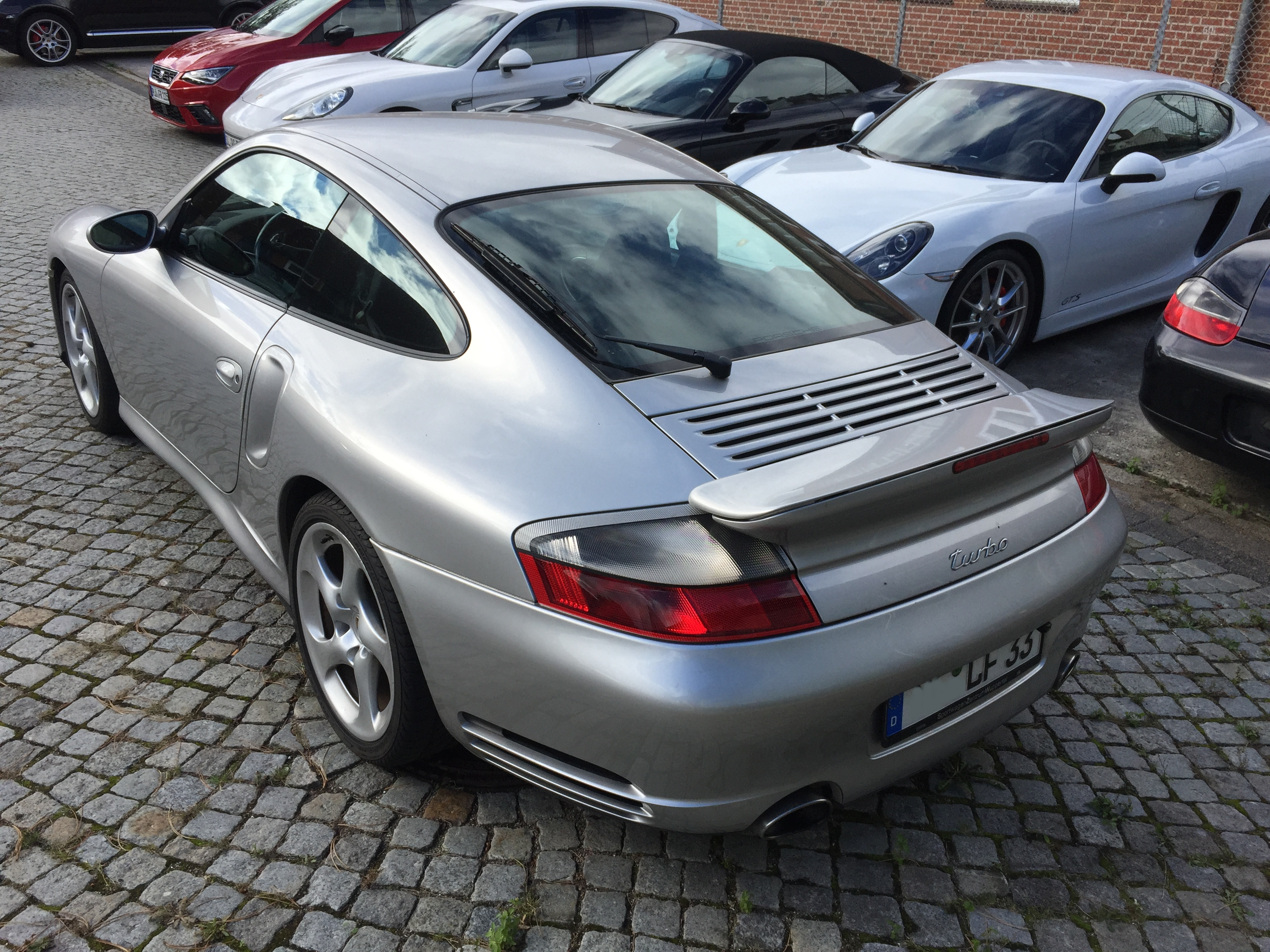
Heckansicht

Die Sechszylinder-Boxermotoren ähneln denen der Boxster-Reihe und haben mit den luftgekühlten Motoren der 911-Vorgängermodelle nur noch die Zylinderanzahl gemeinsam. Die bisher verwendete Trockensumpfschmierung mit externem Öltank wurde zu einer „integrierten“ Trockensumpfschmierung mit Ölreservoir im Motor (Turbo, GT2 und GT3: externer Öltank) und einer Druckpumpe sowie drei Rückförderpumpen (Lenzpumpen): eine je Zylinderkopf plus eine im Trockensumpf. Turbo und GT2 haben sieben Rückförderpumpen: je Zylinderkopf zwei Stück, eine pro Turbolader, eine im Trockensumpf. Der noch im Vormodell Porsche 993 verwendete separate Ölkühler im Bug entfiel zugunsten eines Öl-/Kühlmittel-Wärmetauschers am Motor. Die Wärme wird über die beiden seitlich in der Front montierten Kühler abgegeben. Fahrzeuge mit Tiptronic S haben einen ATF-/Kühlmittel-Wärmetauscher am Getriebe und einen zusätzlichen dritten Frontkühler in der Wagenmitte, der auch bei den 996-Turbo und GT2 (ab Modelljahr 2001 = 1-Programm) vorhanden ist.
An Stelle der im Vormodell 993 verwendeten Doppelzündung erhielt der 996 eine „ruhende Zündanlage“ mit sechs Zündmodulen.
Der Motorblock ist wesentlich komplizierter aufgebaut als die luftgekühlten Motoren, die aus zwei Hälften mit zwei Steuerketten bestehen. Die neuen Motoren bestehen aus vier Teilen; die vier Nockenwellen werden von zusammen fünf Ketten angetrieben: Eine Duplex-Rollenkette treibt eine unter der Kurbelwelle liegende Zwischenwelle an. Von dieser Zwischenwelle aus führt je eine Duplex-Rollenkette an der Vorder- und Rückseite des Motors zu den Auslassnockenwellen. Diese treiben über eine Simplex-Rollenkette die zugehörige Einlassnockenwelle an, die mit einer Nockenwellenverstellung (Vario Cam) arbeitet. Ab Modelljahr 2002 (3,6 Liter-Motor) mit Ventilhubschaltung (VarioCam Plus). Bei den Turbo-, GT2- und GT3-Modellen treibt je eine Duplex-Rollenkette von der Zwischenwelle aus die Ein- und Auslassnockenwellen direkt an.
Zur Markteinführung hatte der Porsche 996 einen Motor mit einem Hubraum von 3387 cm³ (3,4 Liter), der bei einer Drehzahl von 6800/min eine Leistung von 221 kW (300 PS) erzeugt. Damit erreichte der Motor ohne Turbolader die Leistung der 911 Turbo-Modelle von 1978. Ab dem Modelljahr 2002 wurde der Hubraum auf 3596 cm³ (3,6 Liter) erhöht, was bei gleicher Drehzahl zu einem Leistungszuwachs auf 235 kW (320 PS) führte. Der Kraftstoffverbrauch lag dabei bei etwa 11,1 Litern Superbenzin auf 100 km.
Die Turboausführung des 996 mit 309 kW (420 PS) bei 6000/min wurde erstmals im Modelljahr 2001 produziert. Der Motor mit je zwei Ladeluftkühlern und Turboladern (Bi-Turbo) hat einen Hubraum von 3600 cm³ (3,6 Liter) und ist im Gegensatz zu den Motoren der Carrera-Modelle mit einem externen Öltank für die Trockensumpfschmierung ausgestattet. Der Motor hat ebenso die VarioCam Plus Einlassnockenwellenverstellung mit Ventilhubschaltung. Als Option war die Tiptronic S mit fünf Gängen lieferbar.
Ab Ende 2001 wurde für den 996 Turbo – genauso wie schon für den 993 Turbo – zusätzlich und gegen Aufpreis eine sogenannte Werksleistungssteigerung (Bestellcode X50) mit 331 kW (450 PS) bei 5.700/min und 620 Nm bei 3.500–4.500/min angeboten.
Der Leistungszuwachs des 331-kW-Motors wurde durch größere Turbolader (K24 statt K16), leistungsfähigere Ladeluftkühler, höheren maximalen Ladedruck (0,9 bar statt 0,8 bar), andere Katalysatoren und Auspuffendtöpfe erreicht. Gleichzeitig wurde die Motorelektronik angepasst und das Getriebe durch Wälzlager verstärkt. Ab Herbst 2004 gab es das Modell 911 (996) Turbo S mit gleicher Leistung von 331 kW.
Generell sind die Motoren des 911 Turbo, 911 GT2 und 911 GT3 aus dem Sechszylinder-Boxermotor des Porsche 911 GT1 weiterentwickelt. Dieses Fahrzeug selbst sieht dem 996 ähnlich, wurde aber eigenständig und nach einem anderen Fahrzeugkonzept entwickelt; der Motor ist nicht wie beim Porsche 996 im Heck, sondern vor der Hinterachse eingebaut (Mittelmotor).

## Innenraum

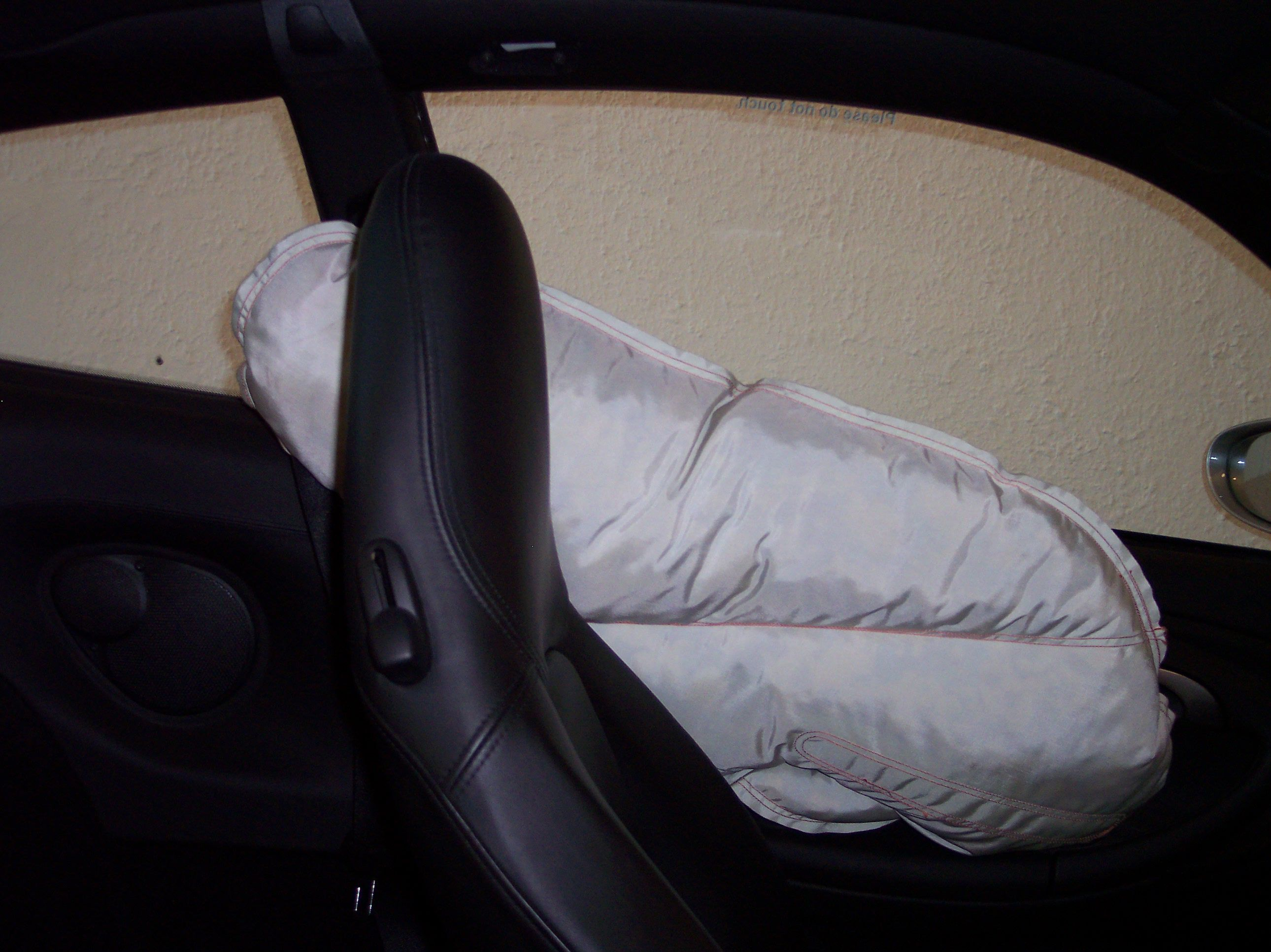
Seitenairbag im 996 Carrera

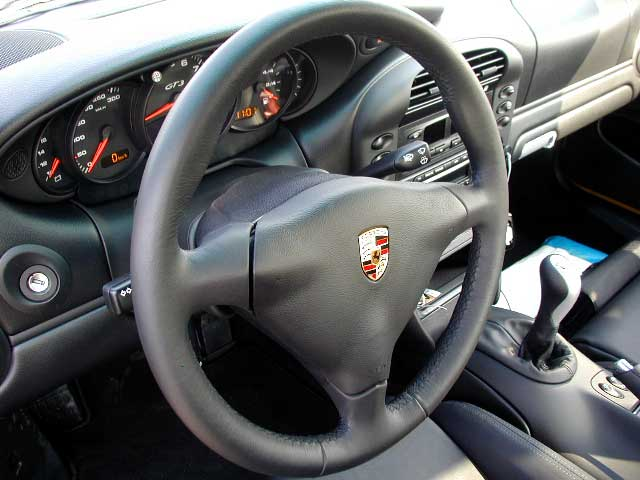
Cockpit des 996 GT3

Der Innenraum wurde, wie die Karosserie, völlig überarbeitet. Am auffälligsten sind die Änderungen bei den Instrumenten: Der mittig angeordnete Drehzahlmesser dominiert zwar weiterhin als größtes Instrument das Armaturenbrett; die anderen vier Instrumente sind aber neu positioniert und ähnlich wie beim Boxster halbkreisförmig ausgeführt. Links vom Drehzahlmesser sind Geschwindigkeitsmesser und Voltmeter und rechts die Kühlwassertemperatur-, Tank- und Ölanzeige angeordnet. Häufig wurde die ungenaue Ablesbarkeit speziell des Geschwindigkeitsmessers bemängelt. Daher wird die Geschwindigkeit zusätzlich digital im Drehzahlmesser angezeigt.
Ebenfalls wurden die Mittelkonsole und die Türinnenverkleidung neu gestaltet. Alle Teile der Innenausstattung wurden einander angepasst. Dies ließ den Wagen innen harmonisch wirken, speziell, wenn aufpreispflichtige Extraausstattungen, wie zum Beispiel Innenausstattungen im Leder-, Aluminium- oder Karbon-Look enthalten waren. Die Sitze dieses Modells wurden dagegen gegenüber denen der Vorgänger kaum geändert.
Der 996 gewann durch die vielen Überarbeitungen der technischen Ausstattung mehr an Alltagstauglichkeit und Komfort. Wie bereits beim 993 waren viele Bestandteile serienmäßig vorhanden. Neue optionale Zusatzausstattungen, wie zum Beispiel ein Elektronisches Stabilitätsprogramm, bei Porsche Porsche Stability Management (PSM) genannt, oder ein fest eingebautes Navigationsgerät mit dem Porsche Communication Management (PCM) sowie eine Klimaautomatik rundeten das Angebot ab.
Zum ersten Mal wurde ab der Modellreihe 996 sowie 986 ein ab Werk bestellbares CD-Navigationssystem mit Straßenkartendarstellung angeboten. Die erste Variante (PCM 1, mit 5-Zoll-4:3-Bildschirm) entstammte der Zusammenarbeit zwischen der Firma Siemens (Steuerung, Grafische Benutzeroberfläche, Navigationscomputer) und Harman Becker Automotive Systems (Radioempfänger, Kassettendeck, Verstärker sowie CD Wechslersteuerung). Nachdem Siemens 2003 die Herstellung von Kfz-Navigationssystemen eingestellt hatte, wurde später Harman Becker der Zulieferer des kompletten PCM-Systems. Ab September 2002 wurde die neue Generation PCM 2 mit 16:9-Bildschirm ausgeliefert.
Außer den komfortablen Sportwagen bot Porsche parallel für den Rennbetrieb ausgelegte Sportwagen, wie zum Beispiel den 911 GT3 oder 911 GT2 an. Diese Fahrzeuge waren leichter als die Serienmodelle und hatten stärkere Motoren, die 265 kW (360 PS) bis 280 kW (381 PS) beim GT3 und von 340 kW (462 PS) bis 355 kW (483 PS) beim GT2 leisteten. Theoretisch sind sogar Durchschnittsverbrauchswerte von 12,9 Liter auf 100 km bei diesen Fahrzeugen möglich. Beim Rennbetrieb dürften die Verbrauchswerte allerdings erheblich darüber liegen.

## Sondermodelle

### Jubiläumsmodell „Millennium-Edition“

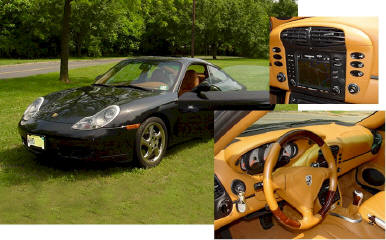
Porsche 996 Coupé (Jubiläumsmodell)

Vom Porsche 996 wurde zur Jahrtausendwende ein Sondermodell des Carrera 4 hergestellt. Diese Sonderserie wurde auf 911 Fahrzeuge limitiert und basierte auf dem aktuellen Carrera 4 des Modelljahres 2000. Das Fahrzeug wurde mit dem Sonderlack Violettchromaflair ausgeliefert. Folgende Sonderausstattung war ebenso enthalten:
- Volllederausstattung in Zimtbraun
- Ahorn-Wurzelholz- und Aluminiumapplikationen (Türe, Schaltknauf, Handbremshebel, Lenkrad)
- Porsche Communication Management (PCM)
- Sportsitze mit Sitzheizung sowie elektrischer Verstellung
- Schiebedach
- Heckscheibenwischer
- Windschutzscheibe mit Grünkeil
- Dachhimmel in Alcantara schwarz
- Memoryfunktion für Spiegel und Sitz
- Klangpaket digital
- 6-fach-CD-Wechsler
- „911“-Einstiegsleisten
- Aluminiumfarbene Zifferblätter
- Porsche Stability Management (PSM)
- 18-Zoll-Räder (Hochglanz-Turbo-Look-Rad)
- Litronic-Scheinwerfer (Xenon)
- verchromte Auspuffendrohre
- Jubiläumsplakette auf der Mittelkonsole mit fortlaufender Editionsnummer

### Jubiläumsmodell „40 Jahre 911“

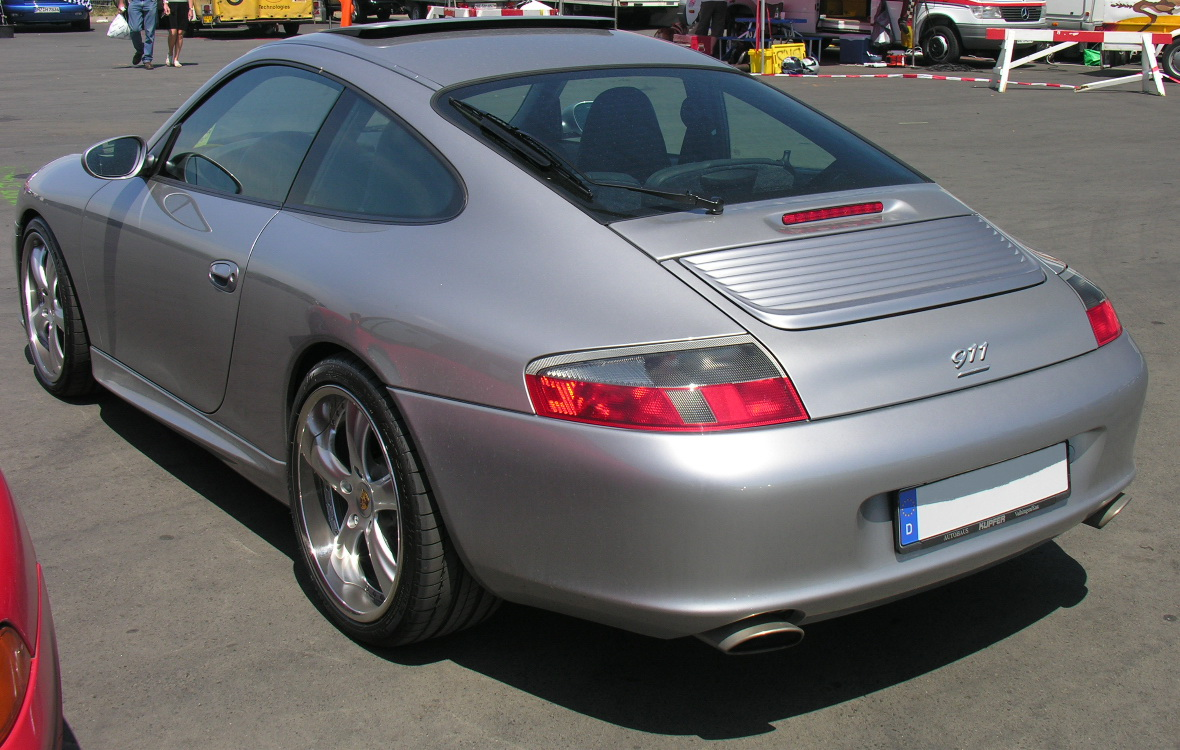
Porsche 996 Coupé (Jubiläumsmodell)

Vom Porsche 996 wurde ein weiteres Jubiläumsmodell hergestellt, das sich durch eine besonders reichhaltige Ausstattung gegenüber den Serienmodellen abhebt.
Im Jahr 2003 wurde zum 40-jährigen Bestehen des Porsche 911 ein Jubiläumsmodell auf Basis des 996 Carrera produziert. Dessen Motor leistet 18 kW (25 PS) mehr als das Serienmodell und erzeugt damit maximal 254 kW (345 PS). Der Wagen hat einen silbergrauen Sonderlack, welcher sonst nur beim Carrera GT verwendet wird. Die Frontschürze stammt vom 4S- oder Turbomodell. Die hochglanzpolierten 18-Zoll-Räder waren serienmäßig bei keinem anderen Modell der Baureihe 996 lieferbar. Innen wurde der Wagen, von dem Porsche insgesamt 1963 Fahrzeuge produzierte, serienmäßig mit einer Sonderlederausstattung ausgestaltet. Weitere serienmäßige Zusatzausstattungen der Sondermodelle waren:
- Lederausstattung (inkl. Airbagmodul) in dunkelgrauem Leder
- elektrisches Schiebehubdach
- Porsche Stability Management (PSM)
- Klangpaket digital
- Sportsitze mit in Wagenfarbe lackierten Sitzlehnen
- Mittelkonsole, Instrumentenringe, Handbremshebelabdeckung und Zierleiste im Armaturenbrett in Wagenfarbe lackiert
- Xenon-Scheinwerfer (Litronic)
- Seitenschweller in Wagenfarbe
- Schriftzug „911 40 Jahre“ auf der Heckklappe
- „911“-Einstiegsleisten
- Klimaautomatik
- CD-Radio
- verchromte Auspuffendrohre
- Sportfahrwerk (10 mm)
- Sperrdifferenzial
- Jubiläumsplakette auf der Mittelkonsole mit fortlaufender Editionsnummer

Anlässlich dieses Jubiläums wurde von Electronic Arts eine Sonderedition des Computerspiels Need for Speed herausgegeben namens Need for Speed: Porsche. In einer Metallbox lag neben dem Spiel eine Audio-CD bei, deren Intro und Extro jeweils einen echten Porsche-Motorensound des 901 und des 996 wiedergibt.

## Technische Daten der Carrera- und Turbo-Modelle
Kein vorhergegangenes Modell von Porsche war in so vielen verschiedenen Versionen auf dem Markt wie der Porsche 996:
| Porsche 996:                    | 911 Carrera (bis Mj. 2001) | 911 Carrera 4 (bis Mj. 2001) | 911 Carrera u. Targa (ab Mj. 2002) | 911 Carrera 4 (ab Mj. 2002) | 911 Carrera 4S (ab Mj. 2002) | 911 Turbo (ab Mj. 2000) | 911 Turbo S (ab Mj. 2004) |
| ------------------------------- | --- | --- | --- | --- | --- | --- | --- |
| Motor:                          | Sechszylinder-Boxermotor (Viertakt) „integrierte“ Trockensumpfschmierung Ölreservoir im Motor 3 Rückförderpumpen eine Druckpumpe                                                                                                | Sechszylinder-Boxermotor (Viertakt) „integrierte“ Trockensumpfschmierung Ölreservoir im Motor 3 Rückförderpumpen eine Druckpumpe                                                                                                | Sechszylinder-Boxermotor (Viertakt) „integrierte“ Trockensumpfschmierung Ölreservoir im Motor 3 Rückförderpumpen eine Druckpumpe                                                                                                | Sechszylinder-Boxermotor (Viertakt) „integrierte“ Trockensumpfschmierung Ölreservoir im Motor 3 Rückförderpumpen eine Druckpumpe                                                                                                | Sechszylinder-Boxermotor (Viertakt) „integrierte“ Trockensumpfschmierung Ölreservoir im Motor 3 Rückförderpumpen eine Druckpumpe                                                                                                | wie Carrera mit Turboaufladung Trockensumpfschmierung mit separatem Öltank 7 Rückförderpumpen eine Druckpumpe | wie Carrera mit Turboaufladung Trockensumpfschmierung mit separatem Öltank 7 Rückförderpumpen eine Druckpumpe |
| Hubraum:                        | 3387 cm³ | 3387 cm³ | 3596 cm³ | 3596 cm³ | 3596 cm³ | 3600 cm³ | 3600 cm³ |
| Ventilsteuerung                 | 4-Ventil-Technik, 2 Nockenwellen je Zylinderbank automatischer Ventilspielausgleich (Hydrostößel), Einlassnockenwellenverstellung (VarioCam) Turbo und Carrera ab Mj. 2002: mit zusätzlicher Ventilhubschaltung (VarioCam Plus) | 4-Ventil-Technik, 2 Nockenwellen je Zylinderbank automatischer Ventilspielausgleich (Hydrostößel), Einlassnockenwellenverstellung (VarioCam) Turbo und Carrera ab Mj. 2002: mit zusätzlicher Ventilhubschaltung (VarioCam Plus) | 4-Ventil-Technik, 2 Nockenwellen je Zylinderbank automatischer Ventilspielausgleich (Hydrostößel), Einlassnockenwellenverstellung (VarioCam) Turbo und Carrera ab Mj. 2002: mit zusätzlicher Ventilhubschaltung (VarioCam Plus) | 4-Ventil-Technik, 2 Nockenwellen je Zylinderbank automatischer Ventilspielausgleich (Hydrostößel), Einlassnockenwellenverstellung (VarioCam) Turbo und Carrera ab Mj. 2002: mit zusätzlicher Ventilhubschaltung (VarioCam Plus) | 4-Ventil-Technik, 2 Nockenwellen je Zylinderbank automatischer Ventilspielausgleich (Hydrostößel), Einlassnockenwellenverstellung (VarioCam) Turbo und Carrera ab Mj. 2002: mit zusätzlicher Ventilhubschaltung (VarioCam Plus) | 4-Ventil-Technik, 2 Nockenwellen je Zylinderbank automatischer Ventilspielausgleich (Hydrostößel), Einlassnockenwellenverstellung (VarioCam) Turbo und Carrera ab Mj. 2002: mit zusätzlicher Ventilhubschaltung (VarioCam Plus) | 4-Ventil-Technik, 2 Nockenwellen je Zylinderbank automatischer Ventilspielausgleich (Hydrostößel), Einlassnockenwellenverstellung (VarioCam) Turbo und Carrera ab Mj. 2002: mit zusätzlicher Ventilhubschaltung (VarioCam Plus) |
| Bohrung × Hub:                  | 96,0 × 78,0 mm | 96,0 × 78,0 mm | 96,0 × 82,8 mm | 96,0 × 82,8 mm | 96,0 × 82,8 mm | 100,0 × 76,4 mm | 100,0 × 76,4 mm |
| Leistung bei 1/min:             | 221 kW (300 PS) mit WLS1: 235 kW (320 PS) 6800 | 221 kW (300 PS) mit WLS1: 235 kW (320 PS) 6800 | 235 kW (320 PS) mit WLS1: 254 kW (345 PS) 6800 | 235 kW (320 PS) mit WLS1: 254 kW (345 PS) 6800 | 235 kW (320 PS) mit WLS1: 254 kW (345 PS) 6800 | 309 kW (420 PS) 6000 | 331 kW (450 PS) 5700 |
| Max. Drehmoment bei 1/min:      | 350 Nm 4600 | 350 Nm 4600 | 370 Nm 4250 | 370 Nm 4250 | 370 Nm 4250 | 560 Nm 2700 bis 4600 | 620 Nm 3500 bis 4500 |
| Verdichtung:                    | 11,3 : 1 | 11,3 : 1 | 11,3 : 1 | 11,3 : 1 | 11,3 : 1 | 9,4 : 1 | 9,4 : 1 |
| Kühlung:                        | Wasserkühlung | Wasserkühlung | Wasserkühlung | Wasserkühlung | Wasserkühlung | Wasserkühlung | Wasserkühlung |
| Getriebe:                       | 6-Gang | 6-Gang | 6-Gang | 6-Gang | 6-Gang | 6-Gang | 6-Gang |
| Antrieb:                        | Hinterradantrieb | Allradantrieb | Hinterradantrieb | Allradantrieb | Allradantrieb | Allradantrieb | Allradantrieb |
| Bremsen:                        | ABS (Bosch 5.3), Scheibenbremsen (v+h innenbelüftet) Keramikscheibenbremsen (PCCB2) Serie bei Turbo S, als Option bei Turbo und Carrera 4S                                                                                      | ABS (Bosch 5.3), Scheibenbremsen (v+h innenbelüftet) Keramikscheibenbremsen (PCCB2) Serie bei Turbo S, als Option bei Turbo und Carrera 4S                                                                                      | ABS (Bosch 5.3), Scheibenbremsen (v+h innenbelüftet) Keramikscheibenbremsen (PCCB2) Serie bei Turbo S, als Option bei Turbo und Carrera 4S                                                                                      | ABS (Bosch 5.3), Scheibenbremsen (v+h innenbelüftet) Keramikscheibenbremsen (PCCB2) Serie bei Turbo S, als Option bei Turbo und Carrera 4S                                                                                      | ABS (Bosch 5.3), Scheibenbremsen (v+h innenbelüftet) Keramikscheibenbremsen (PCCB2) Serie bei Turbo S, als Option bei Turbo und Carrera 4S                                                                                      | ABS (Bosch 5.3), Scheibenbremsen (v+h innenbelüftet) Keramikscheibenbremsen (PCCB2) Serie bei Turbo S, als Option bei Turbo und Carrera 4S                                                                                      | ABS (Bosch 5.3), Scheibenbremsen (v+h innenbelüftet) Keramikscheibenbremsen (PCCB2) Serie bei Turbo S, als Option bei Turbo und Carrera 4S                                                                                      |
| Lenkung:                        | Ritzel und Zahnstange | Ritzel und Zahnstange | Ritzel und Zahnstange | Ritzel und Zahnstange | Ritzel und Zahnstange | Ritzel und Zahnstange | Ritzel und Zahnstange |
| Radaufhängung vorn:             | einzeln, Querlenker, MacPherson-Federbeine mit Zweirohr-Gasdruckdämpfer, Stabilisator | einzeln, Querlenker, MacPherson-Federbeine mit Zweirohr-Gasdruckdämpfer, Stabilisator | einzeln, Querlenker, MacPherson-Federbeine mit Zweirohr-Gasdruckdämpfer, Stabilisator | einzeln, Querlenker, MacPherson-Federbeine mit Zweirohr-Gasdruckdämpfer, Stabilisator | einzeln, Querlenker, MacPherson-Federbeine mit Zweirohr-Gasdruckdämpfer, Stabilisator | einzeln, Querlenker, MacPherson-Federbeine mit Zweirohr-Gasdruckdämpfer, Stabilisator | einzeln, Querlenker, MacPherson-Federbeine mit Zweirohr-Gasdruckdämpfer, Stabilisator |
| Radaufhängung hinten:           | einzeln, Fünflenkerachse, Schraubenfedern, Einrohr-Gasdruckdämpfer, Stabilisator | einzeln, Fünflenkerachse, Schraubenfedern, Einrohr-Gasdruckdämpfer, Stabilisator | einzeln, Fünflenkerachse, Schraubenfedern, Einrohr-Gasdruckdämpfer, Stabilisator | einzeln, Fünflenkerachse, Schraubenfedern, Einrohr-Gasdruckdämpfer, Stabilisator | einzeln, Fünflenkerachse, Schraubenfedern, Einrohr-Gasdruckdämpfer, Stabilisator | einzeln, Fünflenkerachse, Schraubenfedern, Einrohr-Gasdruckdämpfer, Stabilisator | einzeln, Fünflenkerachse, Schraubenfedern, Einrohr-Gasdruckdämpfer, Stabilisator |
| Karosserie:                     | Selbsttragende Stahlkarosserie mit ausfahrbarem Heckspoiler bei Carrera-Modellen, Selbsttragende Stahlkarosserie mit feststehendem Heckspoiler beim Turbo Tankinhalt: 64 Liter, davon 10 Liter Reserve                          | Selbsttragende Stahlkarosserie mit ausfahrbarem Heckspoiler bei Carrera-Modellen, Selbsttragende Stahlkarosserie mit feststehendem Heckspoiler beim Turbo Tankinhalt: 64 Liter, davon 10 Liter Reserve                          | Selbsttragende Stahlkarosserie mit ausfahrbarem Heckspoiler bei Carrera-Modellen, Selbsttragende Stahlkarosserie mit feststehendem Heckspoiler beim Turbo Tankinhalt: 64 Liter, davon 10 Liter Reserve                          | Selbsttragende Stahlkarosserie mit ausfahrbarem Heckspoiler bei Carrera-Modellen, Selbsttragende Stahlkarosserie mit feststehendem Heckspoiler beim Turbo Tankinhalt: 64 Liter, davon 10 Liter Reserve                          | Selbsttragende Stahlkarosserie mit ausfahrbarem Heckspoiler bei Carrera-Modellen, Selbsttragende Stahlkarosserie mit feststehendem Heckspoiler beim Turbo Tankinhalt: 64 Liter, davon 10 Liter Reserve                          | Selbsttragende Stahlkarosserie mit ausfahrbarem Heckspoiler bei Carrera-Modellen, Selbsttragende Stahlkarosserie mit feststehendem Heckspoiler beim Turbo Tankinhalt: 64 Liter, davon 10 Liter Reserve                          | Selbsttragende Stahlkarosserie mit ausfahrbarem Heckspoiler bei Carrera-Modellen, Selbsttragende Stahlkarosserie mit feststehendem Heckspoiler beim Turbo Tankinhalt: 64 Liter, davon 10 Liter Reserve                          |
| Spurweite vorn/hinten:          | 1455/1500 mm | 1455/1500 mm | 1465/1500 mm | 1465/1500 mm | 1472/1528 mm | 1465/1522 mm | 1465/1522 mm |
| Radstand:                       | 2350 mm | 2350 mm | 2350 mm | 2350 mm | 2350 mm | 2350 mm | 2350 mm |
| Reifen/Felgen:                  | VA: 205/50 ZR 17 auf 7 J × 17 HA: 255/40 ZR 17 auf 9 J × 17 | VA: 205/50 ZR 17 auf 7 J × 17 HA: 255/40 ZR 17 auf 9 J × 17 | VA: 205/50 ZR 17 auf 7 J × 17 HA: 255/40 ZR 17 auf 9 J × 17 | VA: 205/50 ZR 17 auf 7 J × 17 HA: 255/40 ZR 17 auf 9 J × 17 | VA: 225/40 ZR 18 auf 8 J × 18 HA: 295/30 ZR 18 auf 11 J × 18 | VA: 225/40 ZR 18 auf 8 J × 18 HA: 295/30 ZR 18 auf 11 J × 18 | VA: 225/40 ZR 18 auf 8 J × 18 HA: 295/30 ZR 18 auf 11 J × 18 |
| Maße L × B × H:                 | 4430 × 1765 × 1295 mm | 4430 × 1765 × 1295 mm | 4430 × 1765 × 1295 mm | 4430 × 1765 × 1295 mm | 4435 × 1830 × 1295 mm | 4435 × 1830 × 1295 mm | 4435 × 1830 × 1295 mm |
| Leergewicht:                    | 1320 kg | 1375 kg | 1345 kg (ab MJ 2003: 1370 kg) | 1405 kg (ab MJ 2003: 1430 kg) | 1495 kg | 1540 kg | 1540 kg |
| Höchstgeschwindigkeit:          | 280 km/h (Tiptronic 275 km/h) | 280 km/h (Tiptronic 275 km/h) | 285 km/h (Tiptronic 280 km/h) | 285 km/h (Tiptronic 280 km/h) | 280 km/h (Tiptr. 275 km/h) | 305 km/h | 307 km/h |
| Beschleunigung 0 – 100 km/h:    | 5,2 s (Tiptronic S 6,0 s) | 5,2 s (Tiptronic S 6,0 s) | 5,0 s (Tiptronic 5,5 s) | 5,0 s (Tiptronic 5,5 s) | 5,1 s (Tiptr. 5,6 s) | 4,2 s | 4,2 s |
| Kraftstoffverbrauch auf 100 km: | 11,8 l | 12,0 l | 11,1 l (Tiptr. 11,3 l) | 11,3 l (Tiptr. 11,9 l) | 11,4 l (Tiptr. 12,1 l) | 12,9 l (Tiptr. 13,9 l) | 13,3 l (Tiptr. 14,2 l) |

1Werkleistungssteigerung,2Porsche Ceramic Composite Brake

## Technische Daten der GT2- und GT3-Modelle

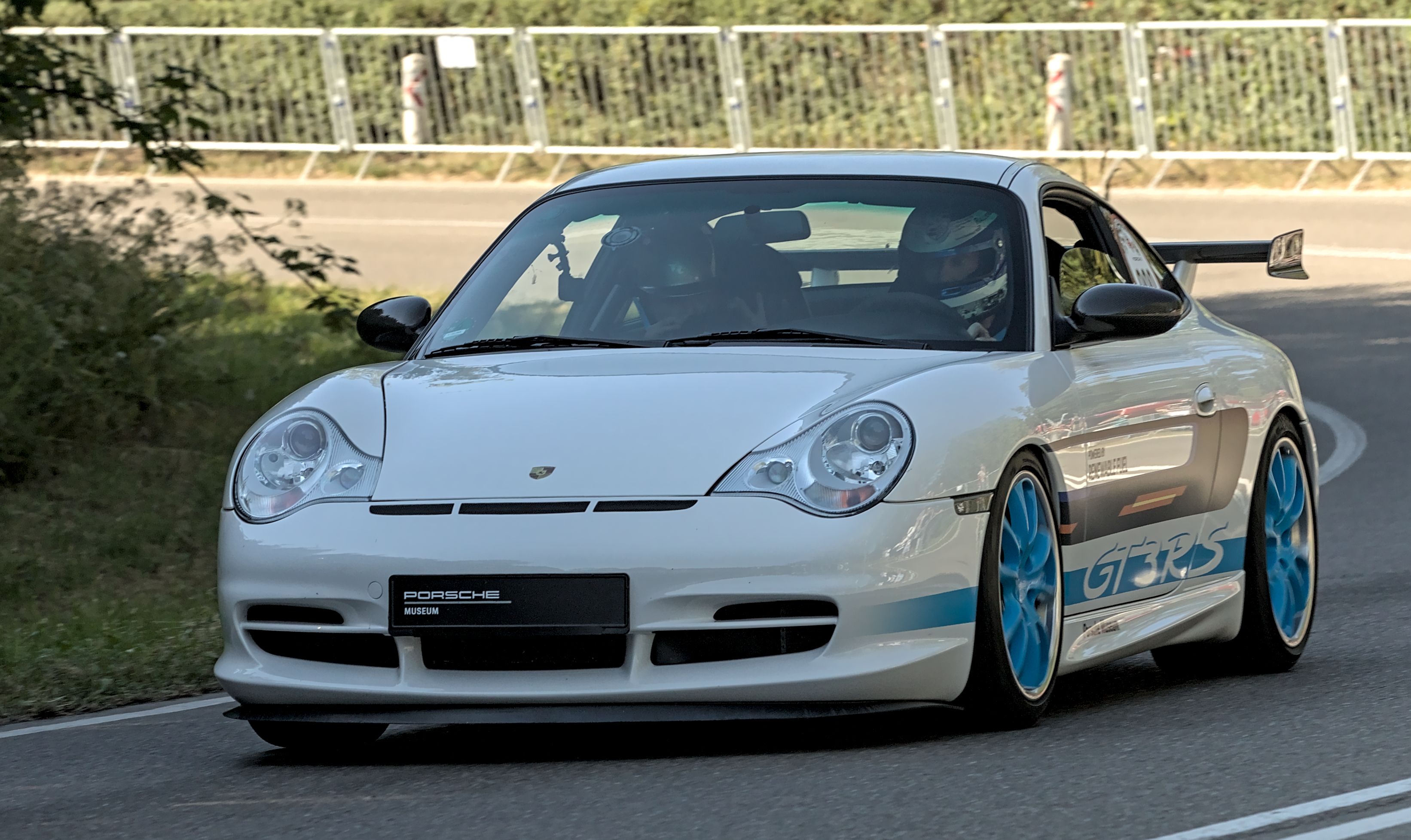
Porsche 996 GT3 RS Clubsport

In Anlehnung an den GT-Sport, den Porsche mit dem 996 erfolgreich bestritt, wurden eine Reihe von GT-Modellen hergestellt. Sie haben keine elektronischen Fahrhilfen und können mit einem optionalen Clubsport-Paket mit folgenden zusätzlichen Ausstattungsmerkmalen auch für Renneinsätze verwendet werden:
- Überrollbügel
- Leichtbau (Kofferraumhaube und Motordeckel aus CFK)
- manuelle Außenspiegelverstellung
- Schalensitze, Stoff (schwerentflammbar)
- Sechspunktgurt
- Notausschalter (bei Betätigung ist das Fahrzeug sofort stromlos)

Der vom Porsche 911 GT1 stammende, im Vergleich zur bisherigen 996-Variante deutlich stabilere Motorblock mit Trockensumpfschmierung wurde in diesen GT-Modellen weiterverwendet.
| Porsche 996:                    | 911 GT3 (bis Mj. 2001)                                       | 911 GT3 (ab Mj. 2002)                                        | 911 GT3 RS (ab Mj. 2002)                                     | 911 GT2 (bis Mj. 2003)                                         | 911 GT2 (ab Mj. 2004)                                          |
| ------------------------------- | ------------------------------------------------------------ | ------------------------------------------------------------ | ------------------------------------------------------------ | -------------------------------------------------------------- | -------------------------------------------------------------- |
| Motor:                          | 6-Zylinder-Boxermotor (Viertakt)                             | 6-Zylinder-Boxermotor (Viertakt)                             | 6-Zylinder-Boxermotor (Viertakt)                             | 6-Zylinder-Boxermotor mit Turboaufladung                       | 6-Zylinder-Boxermotor mit Turboaufladung                       |
| Hubraum:                        | 3600 cm³                                                     | 3600 cm³                                                     | 3600 cm³                                                     | 3600 cm³                                                       | 3600 cm³                                                       |
| Bohrung × Hub:                  | 100,0 × 76,4 mm                                              | 100,0 × 76,4 mm                                              | 100,0 × 76,4 mm                                              | 100,0 × 76,4 mm                                                | 100,0 × 76,4 mm                                                |
| Leistung bei 1/min:             | 265 kW (360 PS) bei 7200                                     | 280 kW (381 PS) bei 7400                                     | 280 kW (381 PS) bei 7400                                     | 340 kW (462 PS) bei 5700                                       | 355 kW (483 PS) bei 5700                                       |
| Max. Drehmoment bei 1/min:      | 370 Nm bei 5000                                              | 385 Nm bei 5000                                              | 385 Nm bei 5000                                              | 620 Nm bei 3500–4500                                           | 640 Nm bei 3500–4500                                           |
| Verdichtung:                    | 11,7 : 1                                                     | 11,7 : 1                                                     | 11,7 : 1                                                     | 9,4 : 1                                                        | 9,4 : 1                                                        |
| Ventilsteuerung:                | zwei obenliegende Nockenwellen                               | zwei obenliegende Nockenwellen                               | zwei obenliegende Nockenwellen                               | zwei obenliegende Nockenwellen                                 | zwei obenliegende Nockenwellen                                 |
| Kühlung:                        | Wasserkühlung                                                | Wasserkühlung                                                | Wasserkühlung                                                | Wasserkühlung                                                  | Wasserkühlung                                                  |
| Getriebe:                       | 6-Gang-Getriebe, Hinterradantrieb                            | 6-Gang-Getriebe, Hinterradantrieb                            | 6-Gang-Getriebe, Hinterradantrieb                            | 6-Gang-Getriebe, Hinterradantrieb                              | 6-Gang-Getriebe, Hinterradantrieb                              |
| Bremsen:                        | Scheibenbremsen (innenbelüftet), ABS                         | Scheibenbremsen (innenbelüftet), ABS                         | Scheibenbremsen (innenbelüftet), ABS                         | Keramikscheibenbremsen (innenbelüftet), ABS                    | Keramikscheibenbremsen (innenbelüftet), ABS                    |
| Radaufhängung vorn:             | Mac-Pherson-Federbeine, Querlenker, Stabilisator             | Mac-Pherson-Federbeine, Querlenker, Stabilisator             | Mac-Pherson-Federbeine, Querlenker, Stabilisator             | Mac-Pherson-Federbeine, Querlenker, Stabilisator               | Mac-Pherson-Federbeine, Querlenker, Stabilisator               |
| Radaufhängung hinten:           | Schräglenker, Schraubenfedern, Stabilisator                  | Schräglenker, Schraubenfedern, Stabilisator                  | Schräglenker, Schraubenfedern, Stabilisator                  | Schräglenker, Schraubenfedern, Stabilisator                    | Schräglenker, Schraubenfedern, Stabilisator                    |
| Karosserie:                     | Selbsttragende Stahlkarosserie mit feststehendem Heckflügel  | Selbsttragende Stahlkarosserie mit feststehendem Heckflügel  | Selbsttragende Stahlkarosserie mit feststehendem Heckflügel  | Selbsttragende Stahlkarosserie mit feststehendem Heckflügel    | Selbsttragende Stahlkarosserie mit feststehendem Heckflügel    |
| Spurweite vorn/hinten:          | 1475/1495 mm                                                 | 1485/1495 mm                                                 | 1485/1495 mm                                                 | 1485/1520 mm                                                   | 1485/1520 mm                                                   |
| Radstand:                       | 2350 mm                                                      | 2350 mm                                                      | 2350 mm                                                      | 2350 mm                                                        | 2350 mm                                                        |
| Reifen/Felgen:                  | VA: 225/40 ZR 18 auf 8 J × 18 HA: 285/30 ZR 18 auf 10 J × 18 | VA: 225/40 ZR 18 auf 8 J × 18 HA: 285/30 ZR 18 auf 10 J × 18 | VA: 225/40 ZR 18 auf 8 J × 18 HA: 285/30 ZR 18 auf 10 J × 18 | VA: 235/40 ZR 18 auf 8,5 J × 18 HA: 315/30 ZR 18 auf 12 J × 18 | VA: 235/40 ZR 18 auf 8,5 J × 18 HA: 315/30 ZR 18 auf 12 J × 18 |
| Maße L × B × H:                 | 4430 × 1765 × 1310 mm                                        | 4435 × 1770 × 1310 mm                                        | 4435 × 1770 × 1310 mm                                        | 4450 × 1830 × 1310 mm                                          | 4450 × 1830 × 1310 mm                                          |
| Leergewicht:                    | 1350 kg                                                      | 1380 kg                                                      | 1360 kg                                                      | 1420 kg                                                        | 1420 kg                                                        |
| Höchstgeschwindigkeit:          | 302 km/h                                                     | 306 km/h                                                     | 306 km/h                                                     | 315 km/h                                                       | 319 km/h                                                       |
| Beschleunigung 0 – 100 km/h:    | 4,8 s                                                        | 4,5 s                                                        | 4,3 s                                                        | 4,1 s                                                          | 4,0 s                                                          |
| Kraftstoffverbrauch auf 100 km: | 12,9 l                                                       | 12,9 l                                                       | 12,9 l                                                       | 12,9 l                                                         | 12,9 l                                                         |

Für den Einsatz in der GT3-Klasse der FIA-GT-Meisterschaft, in Le Mans, der ALMS und auf der Nürburgring-Nordschleife wurde für Kunden spezielle Modelle angeboten, die im Laufe der Jahre weiterentwickelt wurden
- 911 GT3 R (ab 1999)
- 911 GT3 RS (ab 2000)
- 911 GT3 RSR (ab 2003)

## Bildergalerie

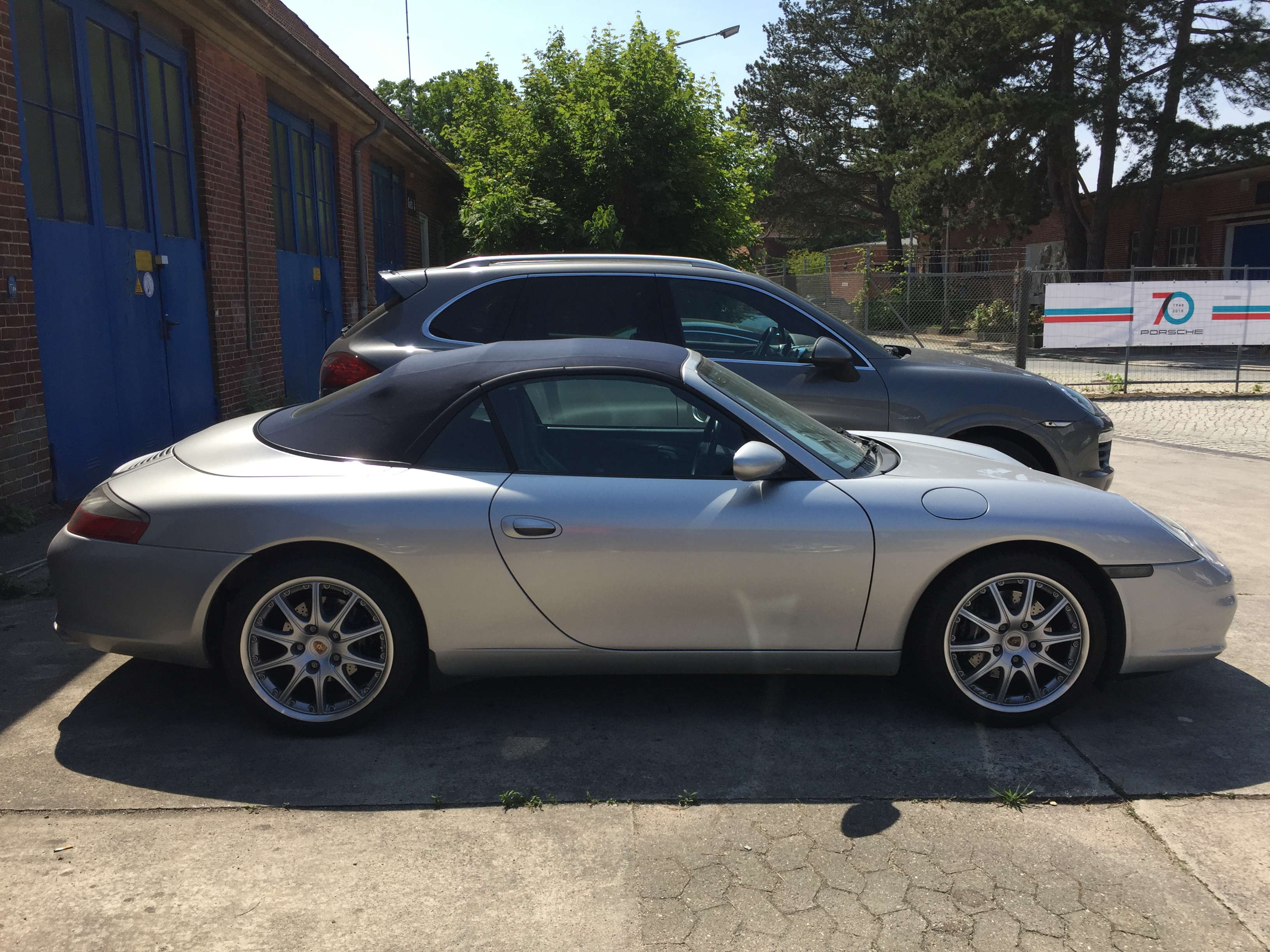
Seitenansicht eines 996 Cabriolet
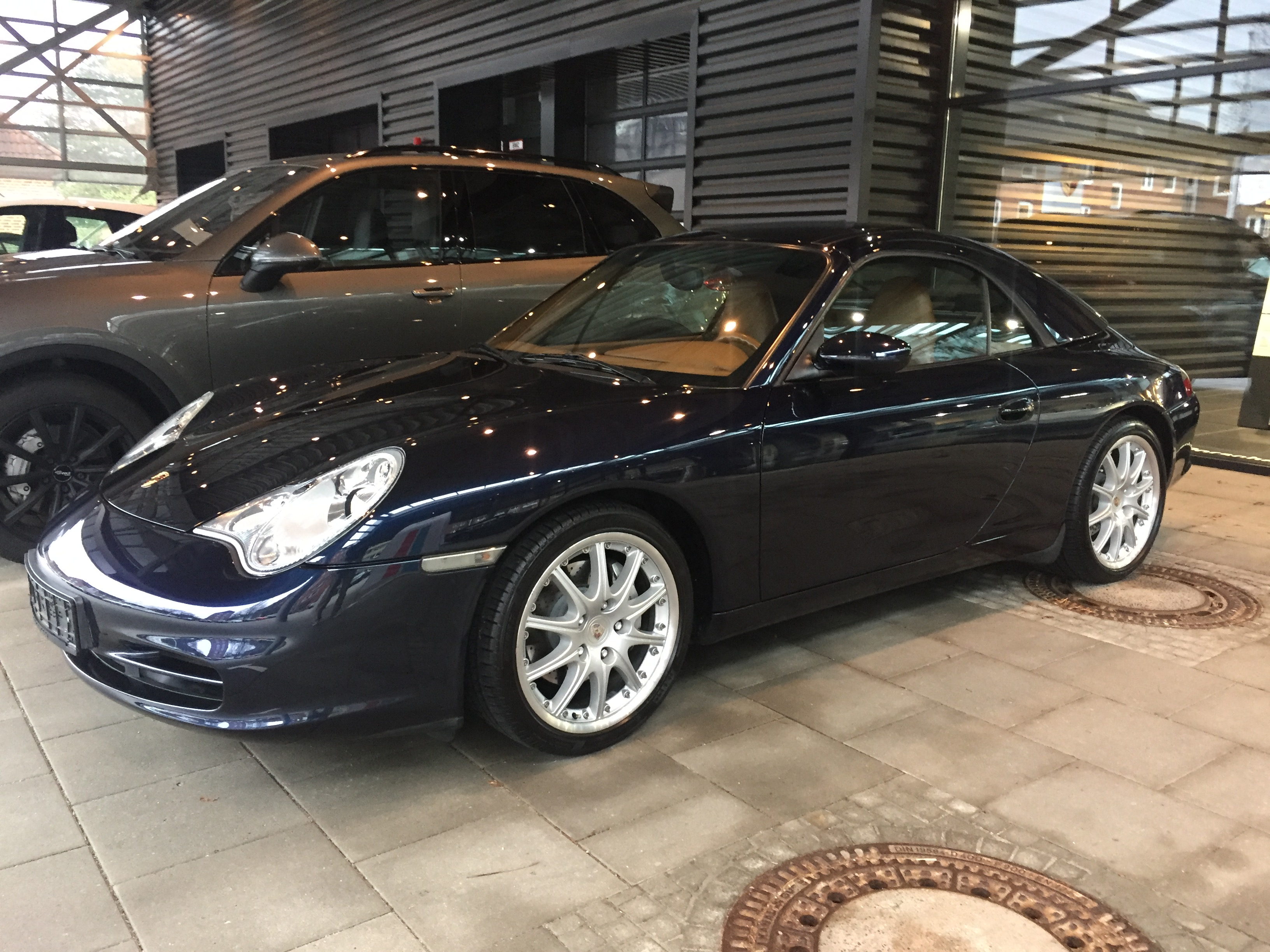
996 Cabriolet mit serienmäßigem Hardtop
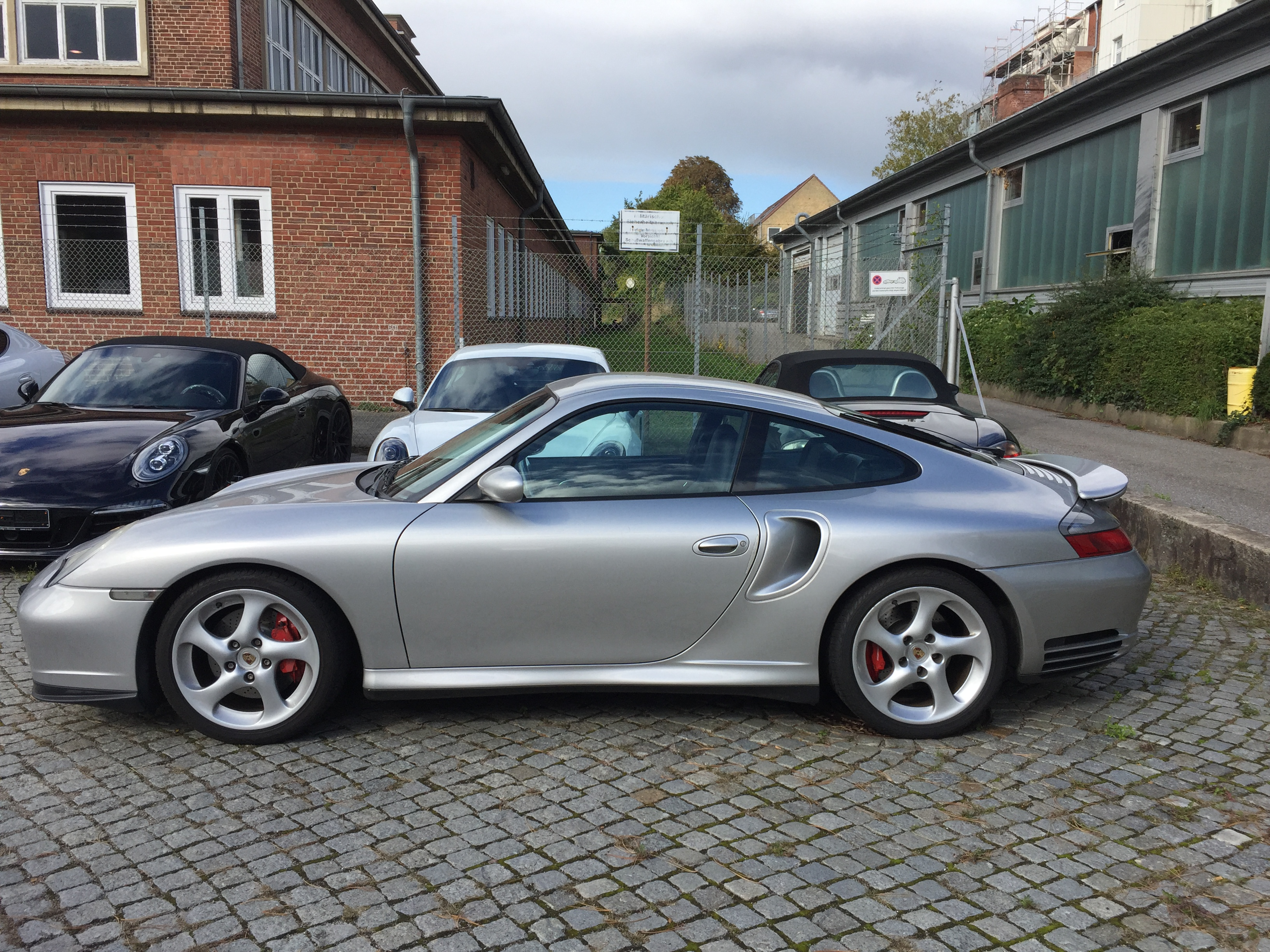
Seitenansicht eines 996 Turbo
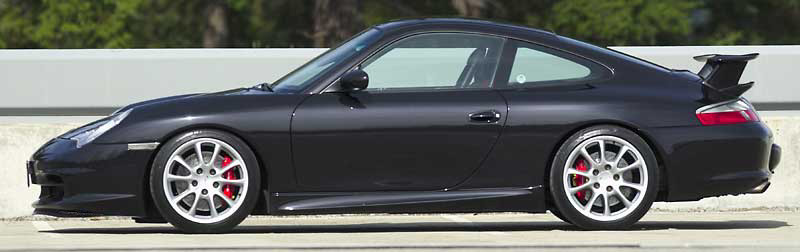
Profil eines 996 GT3
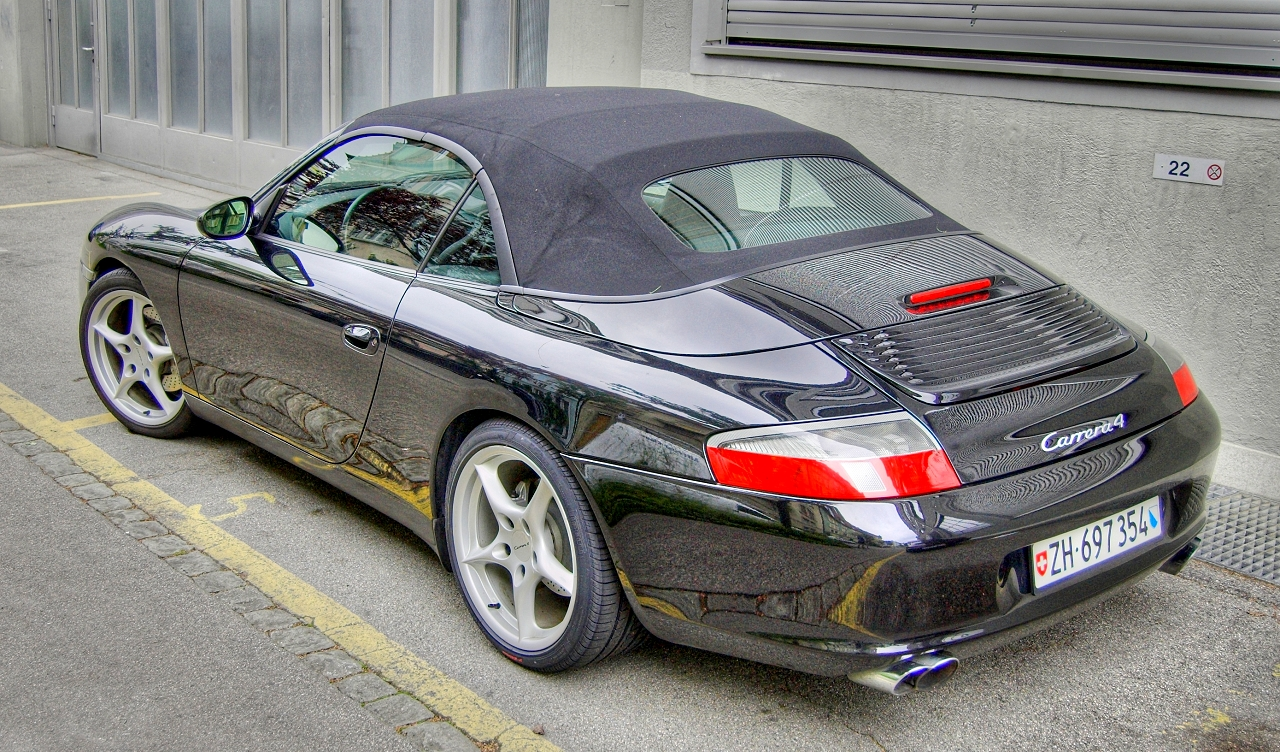
Heckansicht eines 996 Carrera 4 Cabriolet
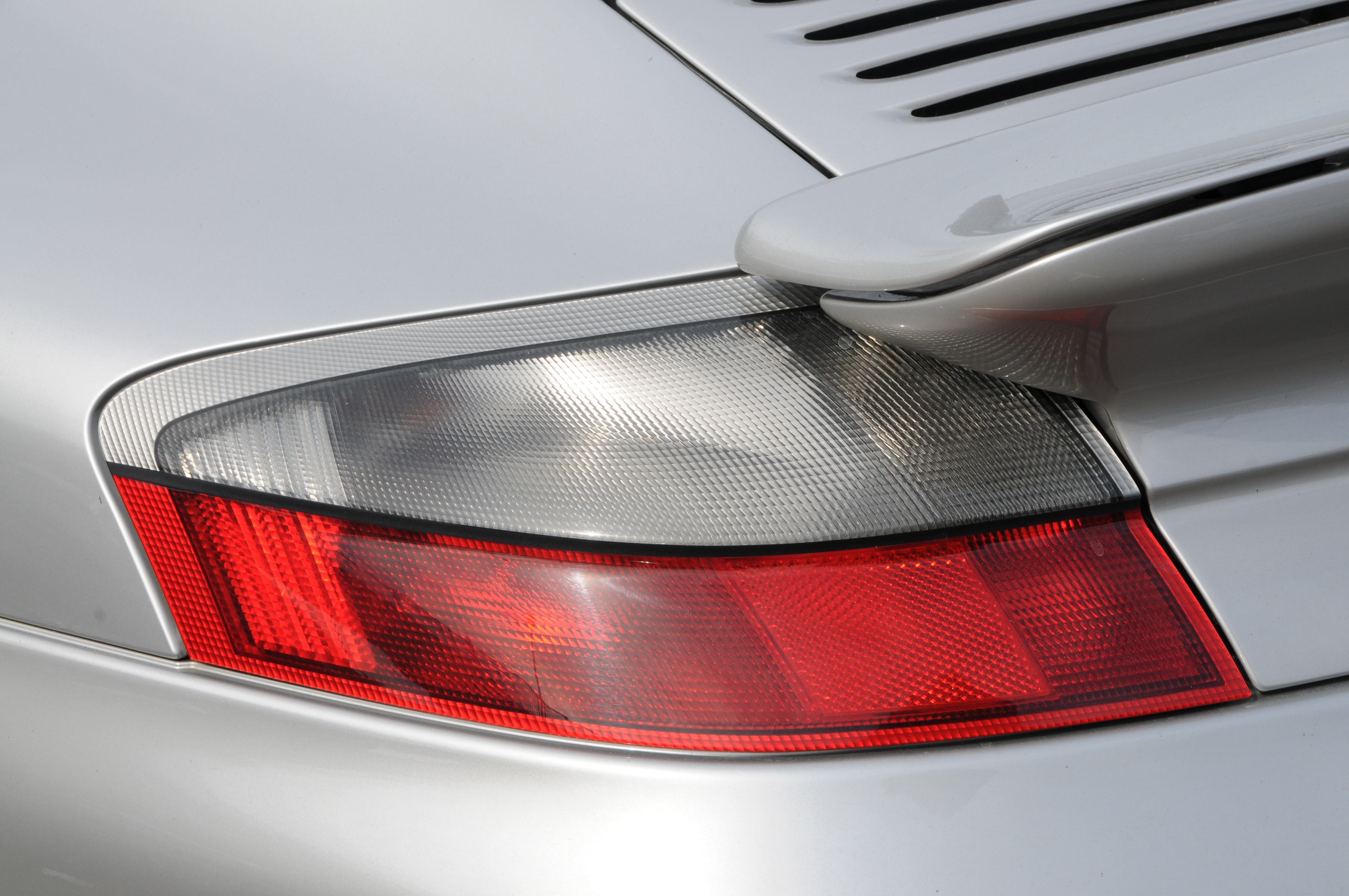
Die Allrad angetriebenen Modelle haben, aufgrund der breiter ausgestellten Heckkotflügel, andere Rückleuchten als die heckangetrieben 996. Auch erkennbar an der schwarzen Ziernaht in der Mitte.
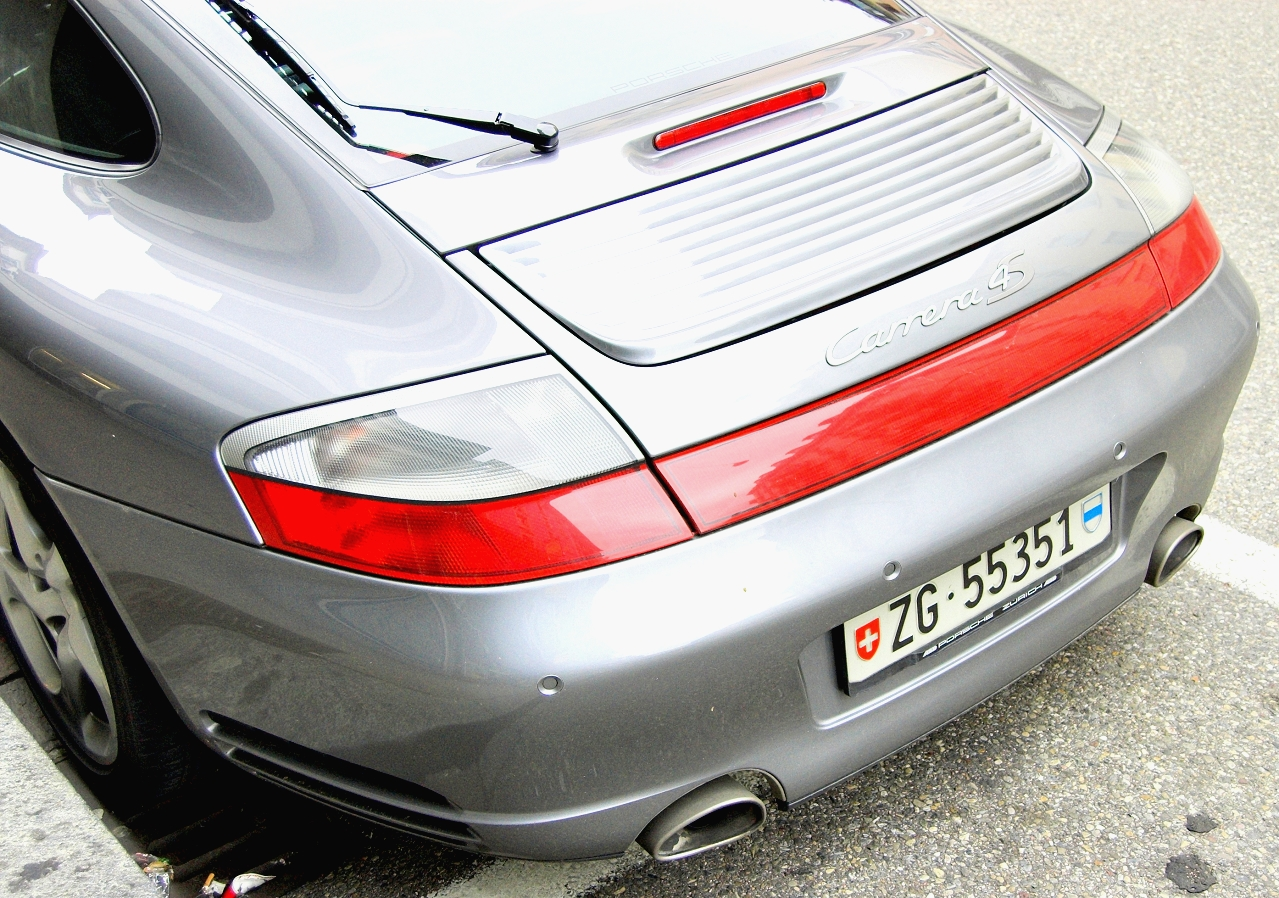
Heckansicht des Modells Carrera 4S mit durchgehendem Leuchtband
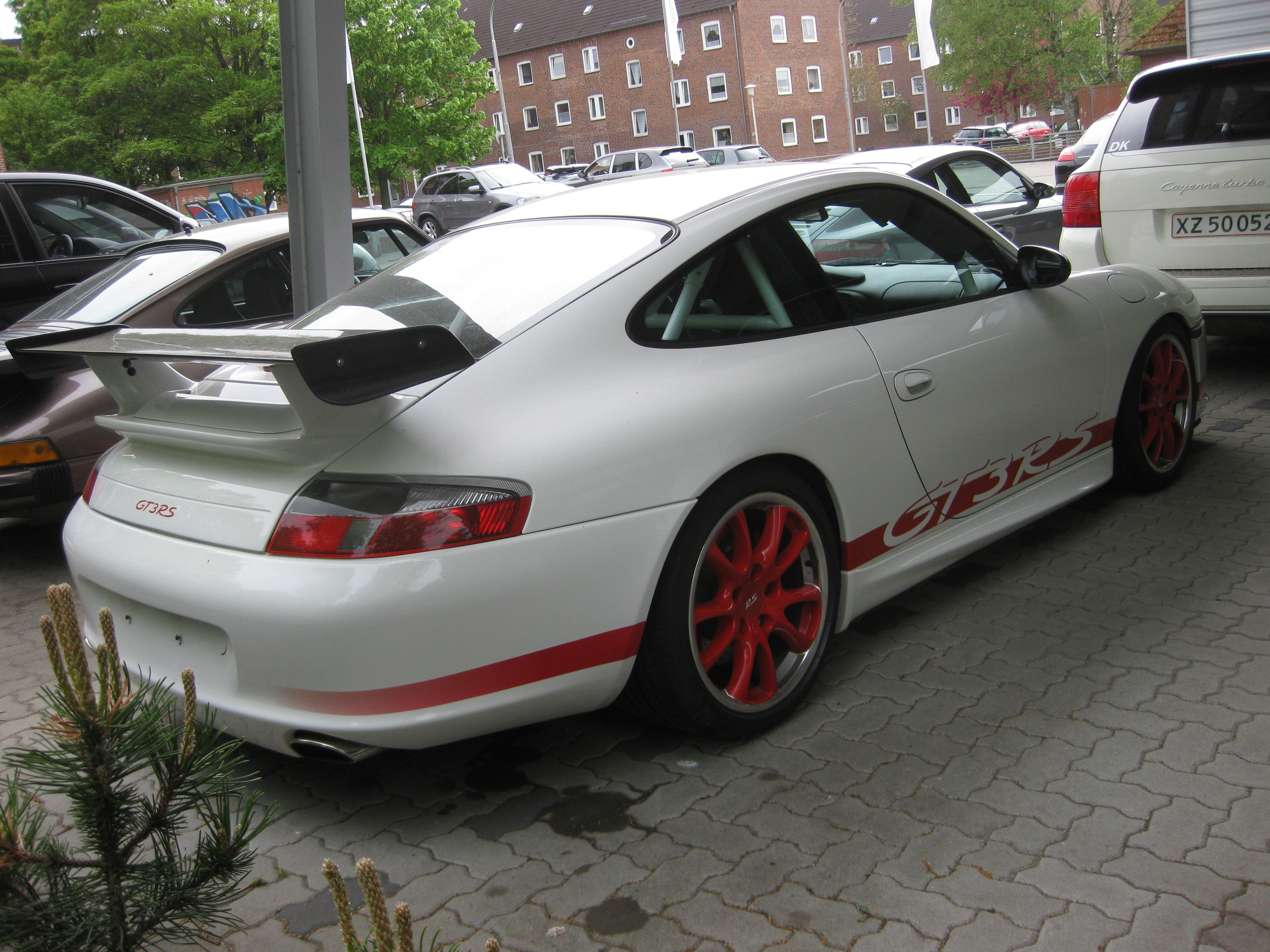
Porsche 996 GT3 RS Heckansicht

### Verkaufsliteratur
- Passion 911. Dr. Ing. h.c. F. Porsche AG, Stuttgart. Stand 06/04, WVK 215 410 05 D/WW
- 911 Carrera/911 Targa. Die Modelle in Daten. Dr. Ing. h.c. F. Porsche AG, Stuttgart. Stand 06/04, WVK 215 811 05 D/D